# Limonia sociabilis
Limonia sociabilis là một loài ruồi trong họ Limoniidae. Chúng phân bố ở miền Tân bắc.